# 황인호 (축구 선수)
황인호(1990년 3월 26일 ~ )은 대한민국의 축구 선수로서 포지션은 수비수이다.

## 클럽 경력

### 제주 유나이티드 FC
2012년 대구대학교 4학년 재학중에 2013 K리그 드래프트에서 번외지명으로 제주 유나이티드에 입단하였다.